# Medicine Lodge
Medicine Lodge je okresní město okresu Barber County ve státě Kansas. Město leží na křižovatce cest 160 a 281. V roce 2010 zde žilo 2 009 obyvatel. Narodila se zde například houslistka Dorothy DeLay.